# 공진 (명나라)
공진(鞏珍, ?~?)은 호는 양소생(養素生)으로, 명(明) 응천부(應天府) 출신이다. 사병 출신이지만 후에 막료(幕僚)로 승진했다. 선덕(宣德) 6년(1431)에서 8년(1433)까지 총제(總制)의 막료로 선발되었고, 정화(鄭和)를 따라 대항해 원정에 나섰다. 선덕 9년(1434) 『서양번국지(西洋番國志)』를 저술하였다. 여기에는 정화 선단이 지나온 20개 국가를 기록하고 있다.

## 생애
공진은 오늘날 강소성(江蘇省) 남경(南京) 인근 출신의 명대 인물이다. 생몰년은 미상이지만, 그의 아버지는 군인이었던 것으로 알려져 있다. 공진은 처음 선덕제(宣德帝, 재위 1425–1435)의 고문관으로 선발되었고, 이후 1431년에는 정화(鄭和)의 비서가 되었다.
1433년까지 공진은 정화를 따라 대항해 원정에 나섰다. 정화 선단이 방문하는 국가들에서 그의 역할은 고문관, 통역, 일지 기록자였다.
공진은 1434년  『서양번국지(西洋番國志)』를 출간한 것으로 유명하다.

## 참고자료
- 《西洋番国志，鄭和航海图，两种海道针经》，向达校注 中华书局，ISBN 7-101-02025-9
- 《郑和下西洋考 交广印度两道考》(法)伯希和著，冯承钧译 中华书局 ISBN 7-101-03511-6

## 같이 보기
- 마환
- 비신 (명나라)
- 왕경홍
- 정화 (명나라)
- 정화의 원정